# Passage du Havre
Le passage du Havre est un centre commercial et un passage couvert situé dans le 9e arrondissement de Paris, en France. Il est situé au cœur de Paris, à proximité de la gare Saint-Lazare et de l'opéra Garnier. Inauguré en juin 1997, le passage du Havre offre une expérience shopping diversifiée, combinant boutiques, restaurants et services.
Il a été construit à l'emplacement d'un passage couvert éponyme datant du XIXe siècle. À l'occasion de la création de la gare Condorcet du RER E, opération d'urbanisme d'envergure, tout l'îlot à l'angle de la place du Havre a été démoli. Désormais, seul demeure le souvenir fané du vieux passage figé dans le temps, atmosphère surannée et configuration peu propice aux considérations mercantiles modernes. Un véritable pôle marchand l'a remplacé.
Le centre commercial Passage du Havre appartient au groupe Eurocommercial depuis 2009.

## Historique
Le passage du Havre, érigé en 1846 sur des terrains appartenant à plusieurs propriétaires dont Fouquel, Selles, Doux et Durand-Billion, a rapidement gagné en renommée dans le paysage parisien. À une époque où les passages couverts étaient en vogue à Paris, offrant à la fois des espaces de commerce, de loisirs et de promenade, le passage du Havre a su s'inscrire dans cette tendance.
Le XIXe siècle a été marqué par un engouement pour ces passages, mais malgré leur nombre croissant, seuls quelques-uns ont perduré dans le temps. Parmi eux, le passage du Havre, baptisé ainsi en raison de sa proximité avec la rue du Havre, a réussi à maintenir sa présence dans la capitale française.
Toutefois, au XIXe siècle, ce lieu a été considéré par les autorités comme un endroit potentiellement néfaste pour les élèves du lycée Condorcet voisin. Les commerces présents dans le passage étaient perçus comme peu recommandables, ce qui a suscité des préoccupations quant à leur influence sur la jeunesse de l'époque.
Au fil des années, le passage du Havre a subi des transformations. À la fin des années 1990, il a été reconstruit pour devenir un centre commercial moderne. Aujourd'hui, il abrite une quarantaine de boutiques réparties sur deux niveaux, offrant aux visiteurs une expérience de shopping contemporaine dans un cadre historique.

## Situation et accès
Le passage du Havre, situé à proximité des stations de métro Havre - Caumartin, Saint-Lazare, Saint-Augustin et Opéra, bénéficie d'un emplacement stratégique au cœur de Paris. Il est facilement accessible par les transports en commun, offrant ainsi aux visiteurs un accès pratique depuis les principaux quartiers de la ville ainsi que depuis les gares ferroviaires d'Haussmann - Saint-Lazare et d'Auber.
Ce centre commercial diversifié abrite une variété de boutiques, proposant des vêtements, des accessoires, des produits de beauté, des articles pour la maison et des gadgets électroniques. Des restaurants, cafés et points de restauration rapide y sont également installés.
Outre les boutiques et les restaurants, le passage du Havre propose divers services et commodités, notamment des distributeurs automatiques, des toilettes, des espaces de repos, une aire de jeux pour enfants et un accès Wi-Fi gratuit.
Le centre commercial organise régulièrement des événements spéciaux et des animations pour divertir les visiteurs, allant des défilés de mode aux spectacles en direct. Le passage du Havre met en œuvre des initiatives écologiques telles que le recyclage et l'utilisation d'éclairage économe en énergie.

## Développement durable
Le passage du Havre met en œuvre plusieurs initiatives pour améliorer ses performances environnementales et sociales.
En ce qui concerne l'énergie, une réduction significative de la consommation énergétique des parties communes a été réalisée grâce à l'adoption de l'éclairage LED et au remplacement des appareils énergivores. L'objectif est de maintenir une baisse annuelle de 3 % de la consommation énergétique. De plus, des actions de sensibilisation sont menées auprès des occupants et des visiteurs pour encourager les économies d'énergie.
En ce qui concerne l'eau, des mesures sont prises pour améliorer les performances hydroéconomes, telles que l'installation d'équipements plus efficaces et l'évaluation de la possibilité de réduire le débit des robinets. De plus, un suivi régulier est effectué, et des actions de sensibilisation à l'utilisation responsable de l'eau sont entreprises.
En matière de recyclage des déchets, des efforts sont déployés pour limiter la quantité de déchets générés et encourager le tri sélectif. Des bornes de tri accessibles aux clients sont installées, et les produits à usage unique sont progressivement supprimés.
Concernant la biodiversité, le passage du Havre s'engage à augmenter les espaces végétalisés et à créer des habitats pour la faune et la flore locales. Des actions de sensibilisation à la biodiversité sont également menées, et aucune utilisation de produits phytosanitaires n'est autorisée pour la gestion des espaces verts.
En ce qui concerne la pollution, des mesures strictes sont mises en place pour limiter les rejets de produits polluants dans le milieu naturel, que ce soit dans l'air ou dans les réseaux d'eau usée. De plus, l'utilisation de produits de nettoyage est labellisée afin de réduire les émissions de polluants.
Le passage du Havre est également engagé dans une démarche de certification environnementale BREEAM In-Use, qui récompense son engagement en matière de développement durable. En outre, des initiatives sociales telles que des cours de yoga dans les jardins de la galerie et la création d'une plateforme digitale pour l'emploi sont mises en place.
En matière de sécurité et de nuisance, le passage du Havre collabore étroitement avec les autorités pour assurer la sûreté des lieux et limiter les nuisances pour les riverains, notamment en mettant en place une charte de chantier pour les travaux réalisés sur place.